# Reprezentacja Kazachstanu na Mistrzostwach Świata w Narciarstwie Klasycznym 2011
Reprezentacja Kazachstanu na Mistrzostwach Świata w Narciarstwie Klasycznym 2011 liczy 19 sportowców.

## Medale

### Złote medale
Brak

### Srebrne medale
Brak

### Brązowe medale
Brak

## Wyniki

### Biegi narciarskie mężczyzn
Sprint
- Aleksandr Ossipow – odpadł w kwalifikacjach
- Jerdos Akmadijew – odpadł w kwalifikacjach
- Siergiej Czeriepanow – odpadł w kwalifikacjach
- Gennadij Matwienko – odpadł w kwalifikacjach

Bieg łączony na 30 km
- Siergiej Czeriepanow – 44. miejsce
- Jerdos Akmadijew – 48. miejsce
- Gennadij Matwienko – 49. miejsce
- Aleksandr Ossipow – 61. miejsce

Bieg na 15 km
- Siergiej Czeriepanow – 11. miejsce
- Aleksiej Połtoranin – 31. miejsce
- Jewgienij Wieliczko – 40. miejsce
- Andriej Gołowko – 53. miejsce

Sprint drużynowy
- Jewgienij Wołotka, Aleksiej Połtoranin – 6. miejsce

Sztafeta 4 × 10 km
- Siergiej Czeriepanow, Aleksiej Połtoranin, Jewgienij Weliczko, Gennadij Matwienko – 13. miejsce

Bieg na 50 km
- Siergiej Czeriepanow – 38. miejsce
- Gennadij Matwienko – 52. miejsce
- Jerdos Akmadijew – 53. miejsce
- Dienis Wołotka – nie ukończył

### Biegi narciarskie kobiet
Sprint
- Jelena Kołomina – odpadła w kwalifikacjach
- Tatjana Roszina – odpadła w kwalifikacjach
- Anastazja Słonowa – odpadła w kwalifikacjach
- Oksana Jacka – odpadła w kwalifikacjach

Bieg łączony na 15 km
- Jelena Kołomina – 23. miejsce
- Oksana Jacka – 29. miejsce
- Swietłana Małachowa-Sziszkina – 36. miejsce
- Marina Matrassowa – 49. miejsce

Bieg na 10 km
- Jelena Kołomina – 20. miejsce
- Swietłana Małachowa-Sziszkina – 24. miejsce
- Tatjana Roszina – 31. miejsce
- Oksana Jacka – 49. miejsce

Sprint drużynowy
- Tatjana Roszina, Oksana Jacka – 13. miejsce

Sztafeta 4x5 km
- Jelena Kołomina, Swietłana Małachowa-Sziszkina, Tatjana Roszina, Oksana Jacka – 11. miejsce

Bieg na 30 km
- Jelena Kołomina – 34. miejsce
- Swietłana Małachowa-Sziszkina – 36. miejsce
- Oksana Jacka – 37. miejsce
- Marina Matrassowa – 46. miejsce

### Skoki narciarskie mężczyzn
Konkurs indywidualny na skoczni normalnej
- Nikołaj Karpienko – 30. miejsce
- Radik Żaparow – 33. miejsce
- Aleksiej Korolow – odpadł w kwalifikacjach
- Jewgienij Lowkin – odpadł w kwalifikacjach

Konkurs drużynowy na skoczni normalnej
- Radik Żaparow, Aleksiej Korolow, Nikołaj Karpienko, Jewgienij Lowkin – 12. miejsce

Konkurs indywidualny na skoczni dużej
- Radik Żaparow – 44. miejsce
- Nikołaj Karpienko – 46. miejsce
- Aleksiej Korolow – odpadł w kwalifikacjach
- Jewgienij Lowkin – odpadł w kwalifikacjach

Konkurs drużynowy na skoczni dużej
- Radik Żaparow, Aleksiej Korolow, Nikołaj Karpienko, Jewgienij Lowkin – 10. miejsce